# Coryphopterus
A Coryphopterus a csontos halak (Osteichthyes) főosztályának a sugarasúszójú halak (Actinopterygii) osztályába, ezen belül a sügéralakúak (Perciformes) rendjébe, a gébfélék (Gobiidae) családjába és a Gobiinae alcsaládjába tartozó nem.

## Rendszerezés
A nembe az alábbi 13 faj tartozik:
- Coryphopterus alloides Böhlke & Robins, 1960
- Coryphopterus dicrus Böhlke & Robins, 1960
- Coryphopterus eidolon Böhlke & Robins, 1960
- Coryphopterus glaucofraenum T. N. Gill, 1863 - típusfaj
- Coryphopterus hyalinus Böhlke & Robins, 1962
- Coryphopterus kuna Victor, 2007
- Coryphopterus lipernes Böhlke & Robins, 1962
- Coryphopterus personatus (Jordan & Thompson, 1905)
- Coryphopterus punctipectophorus Springer, 1960
- Coryphopterus thrix Böhlke & Robins, 1960
- Coryphopterus tortugae (Jordan, 1904)
- Coryphopterus urospilus Ginsburg, 1938
- Coryphopterus venezuelae Cervigón, 1966